# 6868 Сейяуеда
6868 Сейяуеда (6868 Seiyauyeda) — астероїд головного поясу, відкритий 22 квітня 1992 року.
Тіссеранів параметр щодо Юпітера — 3,366.
Названо на честь Сейя Уеди (яп. せいや・うえだ(上田誠也) сейя уеда).